# Iresine diffusa
Iresine diffusa, pluma o Jareaene (el último nombre utilizado mayormente en las adyacencias de Perú) es una especie de planta fanerógama de la familia Amaranthaceae.

## Descripción
Planta herbácea o subarbustiva, rizomatosa, muy ramosa en la base, de hasta 22 dm, hojas lanceoladas a ovales, rojizas. Flores en panojas blancas, piramidales. Fruto utrículo, piloso, con semillas de 0,5 mm, redondas, pardas oscuras. Se reproduce tanto por rizomas como semillas.
Tiene relativa resistencia al herbicida glifosato, comenzando a actuar eficientemente con dosis superiores a 4,5 L al 48 %.

## Taxonomía
Iresine diffusa fue descrita por Humb. & Bonpl. ex Willd. y publicado en Species Plantarum. Editio quarta 4(2): 765. 1806.
Etimología
Iresine: nombre genérico que deriva de la palagra griega: εριος (erios), que significa " lana ", en referencia a los tricomas que cubren las flores.
diffusa: epíteto latino que significa "extendida".
Sinonimia
| - Alternanthera canescens Moq. - Celosia paniculata L. - Crucita americana Lam. - Crucita hispanica L. - Crucita hispanicoamericana Schult. - Cruzeta americana Moq. - Cruzeta celosioides M.Gómez - Cruzeta hispanica Loefl. - Gonufas paniculata (L.) Raf. - Illecebrum dubium Spreng. - Iresine acuminata Moq. - Iresine canescens Humb. & Bonpl. ex Willd. - Iresine celosia L. [Illegitimate] - Iresine celosia var. diffusa (Humb. & Bonpl. ex Willd.) Suess. - Iresine celosia subsp. tomentosa de la Luz - Iresine celosioides L. - Iresine celosioides var. eriophylla Benth. - Iresine celosioides var. macrophylla Griseb. - Iresine celosioides var. nicotianoides Suess. - Iresine celosioides var. pubescens Moq. - Iresine elongata Humb. & Bonpl. ex Willd. - Iresine eriophora Peyr. | - Iresine eriophylla Moq. - Iresine floribunda M. Martens & Galeotti - Iresine gossypiantha A. Rich. - Iresine havanensis Kunth - Iresine hookeri Moq. - Iresine mutisii Kunth - Iresine paniculata (L.) Kuntze - Iresine paniculata var. floridana Uline & W.L. Bray - Iresine parvifolia Kunth - Iresine polymorpha Mart. - Iresine polymorpha var. alopecuroidea Mart - Iresine polymorpha var. effusa Mart. - Iresine polymorpha var. verticillata Mart. - Iresine spiculigera var. pauciglandulosa Herzog - Iresine verticillata Spr. - Lestibudesia paniculata R.Br. - Lophoxera paniculata Raf. - Trommsdorffia canescens (Humb. & Bonpl. ex Willd.) Mart. - Xerandra celosioides Raf. |